# آيت عيسى (مشيشيتة آيت زاغو)
آيت عيسى هو دُوَّار يقع بجماعة تيداس، إقليم الخميسات، جهة الرباط سلا القنيطرة في المملكة المغربية. ينتمي الدوّار لمشيخة مشيشيتة آيت زاغو التي تضم 6 دواوير. يقدر عدد سكانه بـ 378 نسمة حسب الإحصاء الرسمي للسكان والسكنى لسنة 2004.

## وصلات خارجية
- البوابة الوطنية للجماعات الترابية
- المندوبية السامية للتخطيط